# جيان (مقاطعة)
مُقَاطَعَةُ جَيَّانَ (بالإسبانية: Jaén)‏ هي مقاطعة إسبانية تقع في جنوب الدولة، تقع ضمن حدود منطقة أندلوسيا. عاصمتها هي مدينة جيّان، تنقسم المقاطعة إلى 97 بلدية. سماها العرب جَيَّان بفتح الجيم وتشديد الياء، وقد ذكرها أبو البقاء الرندي في مرثيته للأندلس حيث قال:

## الجغرافيا
تقع مقاطعة جيّان في جنوب إسبانيا ، تحدها من الشمال مقاطعة ثيوداد ريال، ومن الجنوب مقاطعة غرناطة، ومن الشرق مقاطعة البسيط، ومن الغرب مقاطعة قرطبة.
تبلغ مساحة مقاطعة جيّان 13.489 كم².

## الديموغرافيا
يبلغ عدد سكان مقاطعة جيّان 670.600 نسمة عام 2011 (وفقاً للمعهد الوطني للإحصاء الإسباني).
فيما يلي قائمة أكبر البلديات من حيث عدد السكان (بتاريخ 1 يناير 2011):
1. جيان 116.781 نسمة
2. ليناريس 61.110 نسمة
3. أندوخار 39.095 نسمة
4. أوبيدا 35.866 نسمة
5. مارتوس 24.739 نسمة
6. ألكالا لا ريال 22.758 نسمة
7. بايلين 18.741 نسمة
8. بياسة 16.411 نسمة
9. لا كارولينا 15.978 نسمة
10. توريديلكامبو 14.625 نسمة